# Englewood Cliffs
Englewood Cliffs és una població dels Estats Units a l'estat de Nova Jersey. Segons el cens del 2008 tenia 5.804 habitants.

## Demografia
Segons el cens del 2000, Englewood Cliffs tenia 5.322 habitants, 1.818 habitatges, i 1.559 famílies. La densitat de població era de 983,2 habitants/km².
Dels 1.818 habitatges en un 31,4% hi vivien nens de menys de 18 anys, en un 76% hi vivien parelles casades, en un 7% dones solteres, i en un 14,2% no eren unitats familiars. En el 12,5% dels habitatges hi vivien persones soles el 8,3% de les quals corresponia a persones de 65 anys o més que vivien soles. El nombre mitjà de persones vivint en cada habitatge era de 2,9 i el nombre mitjà de persones que vivien en cada família era de 3,16.
Per edats la població es repartia de la següent manera: un 20,7% tenia menys de 18 anys, un 5,7% entre 18 i 24, un 23,9% entre 25 i 44, un 27,7% de 45 a 60 i un 22% 65 anys o més.
L'edat mediana era de 45 anys. Per cada 100 dones de 18 o més anys hi havia 84,8 homes.
La renda mediana per habitatge era de 106.478 $ i la renda mediana per família de 113.187 $. Els homes tenien una renda mediana de 79.501 $ mentre que les dones 42.019 $. La renda per capita de la població era de 57.399 $. Aproximadament l'1,4% de les famílies i el 2,6% de la població estaven per davall del llindar de pobresa.

## Poblacions més properes
El següent diagrama mostra les poblacions més properes.